# Tracy McGrady
Tracy Lamar McGrady, Jr. (Bartow, Florida, 24. svibnja 1979.) američki je umirovljeni profesionalni košarkaš. Igrao je na poziciji bek šutera, a trenutačno je član NBA momčadi Detroit Pistonsa. Izabrali su ga Toronto Raptorsi u 1. krugu (9. ukupno) NBA drafta 1997. McGrady je sedmerostruki All-Star, tj. sedam je puta bio izabran u All-NBA momčad, a 2001. godine dobio je nagradu za igrača koji je najviše napredovao. Poznat je po svom preciznom šutu, a ozlijede su ga spriječile da ispuni svoj puni potencijal. U mirovinu je otišao nakon 16 godina karijere u NBA-u i započeo profesionalnu karijeru kao igrač bejzbola. Godine 2017. postao je član Košarkaške Kuće slavnih.

## Srednja škola
McGrady je pohađao srednju školu u Auburndaleu, Floridi te se kasnije prebacio u Mount Zion Christian Academy u Južnoj Karolini. Tijekom pohađanja Adidas ABCD kampa, McGrady je prepoznat kao najbolji srednjoškolski košarkaš te je proglašen za srednjoškolskog igrača godine u časopisu „USA Today”.  

## NBA karijera

### Toronto Raptors (1997. – 2000.)
McGradyja su Toronto Raptorsi izabrali kao 9. izbor u NBA draftu 1997. Generalni menadžer Chicago Bullsa Jerry Krause razmatrao je dovođenje McGradya u zamjenu za Scottiea Pippena, ali je odustao od te namjere kada je Michael Jordan izjavio da se nakon sezone 1997./98. povlači iz profesionalne košarke. 
U prve dvije sezone McGrady je ulazio s klupe i prosječno postizao nešto manje od deset poena po utakmici. U drugoj sezoni pridružio se svom rođaku Vinceu Carteru, koji je te sezone osvojio nagradu za novaka godine. U sezoni 1999./2000., McGrady je startao u 34 od 79 utakmica te je prosječno postizao 15,4 poena i 1,9 blokada po utakmici. Iste sezone sudjelovao je u Slam Dunk natjecanju na kojem je postigao treće mjesto iza Stevea Francisa i Vincea Cartera. Tandem McGrady-Carter Raptorse je po prvi puta doveo do doigravanja, ali bez većeg uspjeha. New York Knicksi pobijedili su ih rezultatom 3:0. Zbog toga što ga je rođak često zasjenjivao, McGrady je postao slobodan igrač 2000. godine te je potom odlučio potpisati za Orlando Magic.

### Orlando Magic (2000. – 2004.)
3. kolovoza 2000. McGrady je i službeno potpisao za Orlando Magic. Uprava kluba nadala se da će ih McGrady zajedno s Grantom Hillom vratiti na vrh NBA lige. Međutim Hillova ozlijeda zgloba ograničila ga je na samo 4 utakmice, a McGrady je preuzeo glavnu ulogu vođe. Te sezone McGrady je po prvi puta izborio nastup na All-Star utakmici i dobio priznanje za igrača koji je najviše napredovao. Unatoč McGradyevim sjajnim igrama Orlando nije uspio proći prvi krug doigravanja te je ispao od Milwaukee Bucksa rezultatom 3:1. 
Iduće sezone McGrady je nastavio briljirati, a njegov suigrač Gran Hill i dalje se mučio s ozljedama te je i ovaj put odigrao jako malo utakmica. McGrady je prosječno postizao 26 poena po utakmici te je ostvario novi nastup na All-Staru i prvi je puta izabran u All-NBA prvu petorku. Orlando, predvođen McGradyem, ostvario je omjer od 44:38 te je ponovno ispao u prvom krugu doigravanja porazom od Charlotte Hornetsa.
U sezoni 2002./03. McGrady je prosječno postizao 32,1 poena po utakmici te je osvojio nagradu za najboljeg strijelca lige. Time je postao najmlađi dobitnik ovog priznanja. Unatoč još jednoj sjajnoj sezoni za McGradyja, Orlando nije uspio proći u drugi krug doigravanja. Osmoplasirani se Orlando u prvom krugu susreo s prvoplasiranim Detroit Pistonsima. Unatoč vodstvu od 3:1 i McGradyeve izjave da je dobar osjećaj konačno biti u prednosti, Orlando je izgubio iduće tri utakmice te ponovno propustio priliku za prolazak u drugi krug.  
U sezoni 2003./04. McGrady je prosječno postizao 28 poena te ponovno osvojio nagradu za najboljeg strijelca lige. U utakmici s Washington Wizardsima 10. ožujka 2004., McGrady je postigao rekord karijere od 60 poena. Tom izvedbom postao je četvrti igrač u prethodnih dvanaest godina koji je taj broj poena postigao u jednoj utakmici.

### Houston Rockets (2004. – 2010.)
McGrady je 29. lipnja 2004. mijenjan u Houston Rocketse zajedno s Juwanom Howardom, Tyronnom Lueom i Reeceom Gainesom, dok su u Orlando prebačeni Steve Francis, Cuttino Mobley i Kelvin Cato. Zajednom s Yaom Mingom, Rocketsima je osigurao 5. mjesto na Zapadu. U utakmici sa San Antonio Spursima 9. prosinca 2004., McGrady je postigao značajne rezultate u zadnjih nekoliko minuta utakmice. Sa zaostatkom od 10 poena, minutu prije kraja, McGrady je postigao četiri uzastopne trice (uz to i jedno slobodno bacanje nakon prekršaja), uključujući ukradenu loptu i tricu za pobjedu 1,7 sekundi prije kraja. Postigao je 13 poena u samo 35 sekundi te odveo svoju momčad do pobjede s rezultatom od 81:80. Unatoč još jednoj sjajnoj sezoni, Dallas Mavericksi su eliminirali Rocketse već u prvom krugu čak i uz vodstvo od 2:0 i McGradyevih 40 poena u sedmoj utakmici. Time se nastavio dugi niz McGradyevih ispadanja u prvom krugu koji seže još od sezone 1999./2000.
U početku sezone 2005./06. McGrady je propustio osam utakmica zbog problema s leđima. Problemi su se nastavili te je 8. siječnja 2006., u utakmici s Denver Nuggetsima, iznesen s terena i izostao s pet utakmica. Tijekom McGradyevog odsustva, Rocketsi nisu pobijedili niti u jednoj utakmici. I nakon McGradyjevog povratka, problemi s leđima su se nastavili, a Rocketsi su bez McGradyja ostvarili omjer pobjeda i poraza od 2:15. 
U sezoni 2006./07. McGrady je ponovno propustio sedam utakmica te je odlučio posjećivati doktora. U jednom intervjuu za TV kuću TNT, McGrady je izjavio kako misli da njegovo tijelo više neće moći podnositi napore utakmica te da više neće moći biti eksplozivan kao prije ozljede. Nakon što je Yao operirao nogu, McGrady je zabljesnuo i odveo momčad do petog mjesta na Zapadu. McGrady je 29. prosinca 2006. postao treći najmlađi igrač koji je ostvario 14 000 poena i 4 000 skokova. Rocketsi su, međutim, ispali u prvom krugu protiv Utah Jazza rezultatom 4:3. Shrvan još jednim neuspjehom, McGrady je rano napustio press konferenciju i zamolio novinare za razumijevanje. Sljedeće sezone Rocketsi su ponovno ispali već u prvom krugu od Utah Jazza u šest utakmica, unatoč McGradyevih 40 poena i 10 skokova u zadnjoj i odlučujućoj šestoj utakmici.
McGrady je 16. veljače 2009. objavio da odlazi na operaciju lijevog koljena. Operaciju je obavio 24. veljače 2009. u Chicagu.

### New York Knicks (2010.)
18. veljače 2010. McGrady je prebačen u New York Knickse u sklopu velike zamjene u kojoj su sudjelovale tri momčadi. Za Knickse je debitirao protiv Oklahoma City Thundersa i zabio 26 koševa uz 4 skoka i 5 asistencija u 32 minute na terenu. To mu je bila prva utakmica od 23. prosinca 2009.
Nakon završetka sezone izjavio je da će razmisliti o završetku karijere ako se od operacije ne oporavi u potpunosti.

### Detroit Pistons
16. kolovoza 2010. potpisao je jednogodišnji ugovor s Detroit Pistonsima.

## Privatni život
McGrady se 12. rujna 2006. vjenčao s dugogodišnjom djevojkom CleRendom Harris s kojom ima kćeri Laylu Clarice i Laycee Aloe te sinove Laymena Lamara i Laydena. Prvi mu se sin rodio 27. prosinca 2005. tijekom poluvremena utakmice s Utah Jazzom. McGrady je zatražio trenera za odlazak u bolnicu. McGrady je 2002. godine potpisao doživotnu suradnju s Adidasom, a u 12-godišnjoj je karijeri samo od plaće zaradio više od 137 milijuna dolara.

## NBA statistika

### Regularni dio
| Godina    | Klub     | Odig. uta. | Uta. poč. | Min. | 2P%  | 3P%  | Sl. bac.% | Skok. | Asist. | Ukr. lop. | Blok. | Poena |
| --------- | -------- | ---------- | --------- | ---- | ---- | ---- | --------- | ----- | ------ | --------- | ----- | ----- |
| 1997./98. | Toronto  | 64         | 17        | 18,4 | .450 | .341 | .712      | 4,2   | 1,5    | .8        | .9    | 7,0   |
| 1998./99. | Toronto  | 49         | 2         | 22,6 | .436 | .229 | .726      | 5,7   | 2,3    | 1,1       | 1,4   | 9,3   |
| 1999./00. | Toronto  | 79         | 34        | 31,2 | .451 | .277 | .707      | 6,3   | 3,3    | 1,1       | 1,9   | 15,4  |
| 2000./01. | Orlando  | 77         | 77        | 40,1 | .457 | .355 | .733      | 7,5   | 4,6    | 1,5       | 1,5   | 26,8  |
| 2001./02. | Orlando  | 76         | 76        | 38,3 | .451 | .364 | .748      | 7,9   | 5,3    | 1,6       | 1,0   | 25,6  |
| 2002./03. | Orlando  | 75         | 74        | 39,4 | .457 | .386 | .793      | 6,5   | 5,5    | 1,6       | .8    | 32,1  |
| 2003./04. | Orlando  | 67         | 67        | 39,9 | .417 | .339 | .796      | 6,0   | 5,5    | 1,4       | .6    | 28,0  |
| 2004./05. | Houston  | 78         | 78        | 40,8 | .431 | .326 | .774      | 6,2   | 5,7    | 1,7       | .7    | 25,7  |
| 2005./06. | Houston  | 47         | 47        | 37,1 | .406 | .312 | .747      | 6,5   | 4,8    | 1,3       | .9    | 24,4  |
| 2006./07. | Houston  | 71         | 71        | 35,8 | .431 | .331 | .707      | 5,3   | 6,5    | 1,3       | .5    | 24,6  |
| 2007./08. | Houston  | 66         | 62        | 37,0 | .419 | .292 | .684      | 5,1   | 5,9    | 1,0       | .4    | 21,6  |
| 2008./09. | Houston  | 35         | 35        | 33,7 | .388 | .376 | .801      | 4,4   | 5,0    | 1,2       | .4    | 15,6  |
| 2009./10. | Houston  | 6          | 0         | 7,7  | .368 | .500 | .667      | 0,8   | 1,0    | .0        | .3    | 3,2   |
| 2009./10. | New York | 24         | 24        | 26,1 | .389 | .242 | .754      | 3,7   | 3,9    | .6        | .5    | 9,4   |
| Ukupno    |          | 814        | 664       | 34,6 | .435 | .337 | .749      | 6,0   | 4,7    | 1,3       | .9    | 21,5  |
| All-Star  |          | 7          | 6         | 24,6 | .500 | .351 | .619      | 3,0   | 3,9    | 1,6       | .4    | 17,1  |

### Doigravanje
| Godina    | Klub    | Odig. uta. | Uta. poč. | Min. | 2P%  | 3P%  | Sl. bac.% | Skok. | Asist. | Ukr. lop. | Blok. | Poena |
| --------- | ------- | ---------- | --------- | ---- | ---- | ---- | --------- | ----- | ------ | --------- | ----- | ----- |
| 1999./00. | Toronto | 3          | 3         | 37,0 | .386 | .286 | .875      | 7,0   | 3,0    | 1,0       | 1,0   | 16,7  |
| 2000./01. | Orlando | 4          | 4         | 44,5 | .415 | .200 | .816      | 6,5   | 8,3    | 1,8       | 1,2   | 33,8  |
| 2001./02. | Orlando | 4          | 4         | 44,5 | .462 | .313 | .739      | 6,3   | 5,5    | .5        | 1,8   | 30,8  |
| 2002./03. | Orlando | 7          | 7         | 44,0 | .448 | .340 | .773      | 6,7   | 4,7    | 2,0       | .9    | 31,7  |
| 2004./05. | Houston | 7          | 7         | 43,0 | .456 | .370 | .824      | 7,4   | 6,7    | 1,6       | 1,4   | 30,7  |
| 2006./07. | Houston | 7          | 7         | 40,0 | .394 | .250 | .737      | 5,9   | 7,3    | .7        | .9    | 25,3  |
| 2007./08. | Houston | 6          | 6         | 41,2 | .425 | .208 | .623      | 8,2   | 6,8    | 1,5       | .8    | 27,0  |
| Ukupno    |         | 38         | 38        | 42,2 | .430 | .301 | .756      | 6,9   | 6,2    | 1,3       | 1,1   | 28,5  |

## Vanjske poveznice
- Službena stranica
- Profil na NBA.com
- Profil  Arhivirana inačica izvorne stranice od 7. svibnja 2012. (Wayback Machine) na Basketball-Reference.com